# Анатолий Байдачни
Анатолий Байдачни (на руски: Анатолий Байдачный) е съветски и руски футболист и треньор. Почетен треньор на Беларуска ССР (1982).

## Кариера
От 1969 до 1974 г. играе за Динамо Москва. Поради конфликт с ръководството на Динамо, е принуден да отиде в Динамо Минск. През 1979 г. по време на мач със Спартак Москва получава сериозна контузия, поради което е принуден да завърши кариерата си рано.
Още от следващия сезон той започва да работи като старши треньор.
Известен е с резките си изявления на пресконференции след мач.
На 4 януари 2010 г. е назначен за треньор на Терек Грозни. През декември 2010 г. напуска клуба от Грозни.
На 18 април 2012 г. той оглавява Ростов. На 11 юни 2012 г. е обявено, че е освободен от поста на треньор на Ростов.

### Национален отбор
Байдачни прави дебюта си за националния отбор на СССР на 30 април 1972 г. в четвъртфинала от Евро 1972 г. срещу Югославия. Последният си мач изиграва във финала срещу ФРГ на 14 юни, когато е само на 19 години.